# Andreias Calcan
Andreias Calcan (Slatina, 1994. április 9. –), román utánpótlás-válogatott labdarúgó, az Argeș Pitești középpályása.

## Pályafutása

### Klubcsapatokban
Calcan a román Universitatea Cluj akadémiáján nevelkedett, a felnőtt csapatban 2013 és 2016 között harminchét bajnoki mérkőzésen lépett pályára. 2016 és 2018 között a holland élvonalbeli Willem II igazolt labdarúgója volt, azonban többnyire kölcsönben szerepelt a másodosztályú Dordrecht csapatánál. 2018-ban a szintén holland másodosztályú Almere Cityben tizenhét bajnoki mérkőzésen szerepelt. 2019-ben igazolta le őt a román élvonalbeli Viitorul Constanța csapata, mellyel az első idényében Román Kupa- és Szuperkupa-győzelmet ünnepelhetett. 2020 tavaszán kilenc mérkőzésen lépett pályára az NB I-ben az Újpest játékosaként. Ezt követően a román Politehnica Iasiban folytatta pályafutását. 2021 nyarán visszatért Magyarországra, és a Mezőkövesd Zsóry csapatának játékosa lett.

### A válogatottban
Többszörös román U21-es válogatott labdarúgó.

## Sikerei, díjai
Viitorul Constanța
- Román kupagyőztes (1) : 2018–19
- Román szuperkupagyőztes (1) : 2019